# Sebastes scythropus
Sebastes scythropus is een straalvinnige vissensoort uit de familie van schorpioenvissen (Sebastidae). De wetenschappelijke naam van de soort is voor het eerst geldig gepubliceerd in 1900 door Jordan & Snyder.